# Aritana Yawalapiti
Aritana Yawalapiti (geboren 15. Juli 1949 in der brasilianischen Gemeinde Gaúcha do Norte im Bundesstaat Mato Grosso; gestorben 5. August 2020 in Goiânia) war ein Kazike des brasilianischen indigenen Volkes der Yawalapiti und Vertreter der Xingu-Indianer im brasilianischen Bundesstaat Mato Grosso. Er war Präsident des 2005 gegründeten Forschungsinstituts für Umwelt Instituto de Pesquisa Etno Ambiental do Xingu (IPEAX).

## Leben
Aritana war der Sohn des legendären Häuptlings Kanatu (Kenato, Paru Yawalapiti), der den Villas-Bôas-Brüdern Orlando und Cláudio geholfen hatte, den Xingu-Nationalpark (PIX) in 1961 zu errichten, und der im Februar 2020 verstorbenen Tepori Kamaiurá. Schon früh darauf vorbereitet, seine Führungsrolle zu erfüllen, übernahm er in den 1980er Jahren die Führung der Yawalapiti und setzte sich für die Rechte der Ureinwohner ein, insbesondere in Bezug auf Landabgrenzung, Umweltschutz, Gesundheit und Bildung. Auch sein jüngerer Bruder Pirakuma Yawalapiti (1955–2015) war beteiligt.
Aufgrund seiner Leistungen auf dem Gebiet der Rechte der Ureinwohner und seines Rufs bei anderen ethnischen Gruppen wurde Aritana ein Vertreter mehrerer anderer ethnischer Gruppen, insbesondere derjenigen, die im Schutzgebiet Xingu-Nationalpark leben. Neben Kamaiurá (eine Tupí-Sprache durch seine Mutter), Yawalapiti (eine Arawak-Sprache durch seinen Vater) und Portugiesisch (durch die Schule der Posto Indígena Leonardo Villas Bôas im PIX am Rio Xingu) sprach er mehrere andere indigene Sprachen wie Kuikuro (eine Karibische Sprache) usw.
Aritana Yawalapiti starb am 5. August 2020 im Alter von 71 Jahren als Opfer von COVID-19.
Im Januar 2023 erhielt eine neu beschriebene Beutelrattenart Aritana Yawalapiti zu Ehren den wissenschaftlichen Namen Metachirus aritanai.